# C/1911 O1 (Brooks)
C/1911 O1 (Brooks), también identificado como 1911 c, 1911 V o Cometa Brooks, es un cometa de periodo largo descubierto por el astrónomo estadounidense William Robert Brooks el 20 de julio de 1911 desde el Observatorio Smith en Geneva, Nueva York, Estados Unidos. Descubierto cuando se encontraba a 2,0 UA del Sol y tenía una magnitud 10, alcanzó a tener una magnitud 2 siendo visible a simple vista. Su máximo acercamiento a la Tierra fue de 0,51 UA.